# هرونوو
هرونوو (به چکی: Hronov) یک منطقهٔ مسکونی در جمهوری چک است که در ناحیه ناخود واقع شده‌است. هرونوو ۶٬۳۲۸ نفر جمعیت دارد.